# Octavia Airlines
Octavia Airlines — французька авіакомпанія, що базуdfkfcz в аеропорту Ле Бурже в Парижі. Закрита в 2005 році.

## Історія
Компанія заснована групою Regourd Aviation в 2001 році і спеціалізувалася на комерційних перевезеннях по Європі. 9 травня 2005 року групою-засновником була перейменована в O-Air, після чого, 12 травня того ж року, закрита.

## Флот
Згідно з різними джерелами флот авіакомпанії складався з двох або трьох літаків:
- Beechcraft 1900 D — 1;
- Embraer EMB 120 Brasilia — 1.[2][3]

В базі даних інтернет-сайту aerotransport.org значиться три повітряних судна, зареєстрованих Octavia Airlines.